# 增祿 (乾隆進士)
增祿（1762年—？），字畴百，号松溪，哈达納喇氏，满洲正蓝旗人。乾隆甲寅举人，乙卯联捷进士。

## 家庭成员
- 曾祖鄂齊禮，员外郎；
- 祖兆麟，员外郎；
- 父德昌，日讲起居注官，詹事府詹事，批本处行走；
- 堂亲善福，雍正乙卯翻译舉人；
- 胞兄弟增福、增壽、增崐；
- 妻缪氏；
- 子安恒、安通阿。[1]